# Bonnay (Doubs)
Bonnay település Franciaországban, Doubs megyében. Lakosainak száma 828 fő (2022. január 1.). Bonnay Buthiers, Tallenay, Voray-sur-l’Ognon és Châtillon-le-Duc községekkel határos.

## Népesség
A település népességének változása:
| Lakosok száma | 253  | 452  | 576  | 679  | 852  | 845  | 837  | 830  | 830  | 828  |
|               | 1968 | 1982 | 1990 | 2006 | 2013 | 2015 | 2017 | 2019 | 2020 | 2022 |